# 北京国安足球俱乐部
北京国安足球俱乐部是一家位于中国首都北京市的职业足球俱乐部，简称北京国安，主场为工人体育场，现为中国足球超级联赛球队。北京国安足球俱乐部成立于1992年12月29日，是中国足球甲级A组联赛和中国足球超级联赛的创始会员，也是目前仅有的参加了所有年份的中国足球顶级职业联赛的三支球队之一。在竞技方面，北京国安自中国足球职业化以来长期位居积分榜前列，共获得一次中超联赛冠军、四次中国足协杯冠军、10次参加亚洲各级别俱乐部赛事。
北京国安的口号是“永远争第一”，该口号不仅成为其前股东之一中信国安集团公司所推崇的“国安精神”，同时也令俱乐部在北京的球迷和媒体中具有广泛的号召力。
2016年12月30日，该俱乐部完成增资扩股，中赫置地取代中信股份成为了俱乐部的第一大股东，该俱乐部也成为了中国职业足球顶级联赛创始球队中最后一家更换股东的俱乐部。

## 俱乐部历史

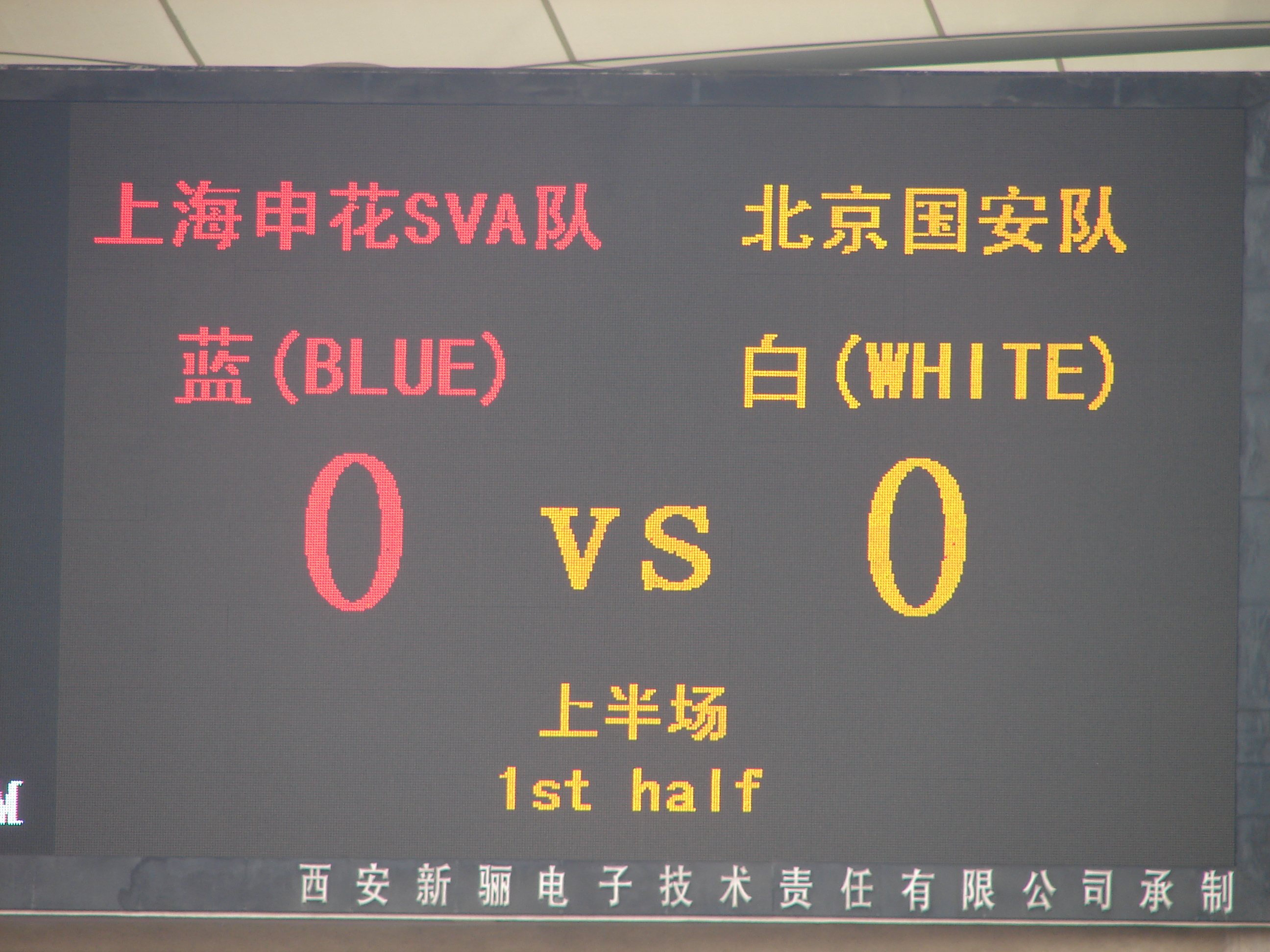
上海申花vs北京国安

北京中赫国安的前身是北京市足球代表队。1992年12月29日，北京市体委和大型国有企业中信国安集团在北京足球队的基础上共同组建了北京国安足球俱乐部（以下简称“北京国安”或“国安”）。1997年2月，国安与北京市体委“脱钩”，俱乐部主要由中信国安集团长期经营管理，但历史上作为北京市政府部门的市体委及后来的北京市体育局也曾对其进行协助，直至2016年底中赫集团的入股。截至2023年末，北京国安的历史可根据人员变化、球队竞技水平等因素大致划分如下几个阶段。

### 前身
北京国安俱乐部的前身是北京足球队。北京队自1955年10月成立以来一直是中国足坛的一支劲旅，曾五次获得中国甲级联赛冠军（分别是：1957年、1963年、1964年、1982年、1984年）；1985年获得足协杯冠军。北京足球队为中国国家队输送过四十多名运动员。

### 1994年至1998年
1994年，中国足球甲A联赛正式揭幕，北京国安在主教练唐鹏举的率领下表现一般，在十二支参赛队中仅位列第八名。1995年金志扬执掌帅印，三年中他率领国安两夺足协杯冠军，并获一次联赛亚军、一次联赛季军；其中值得一提的是在1997年7月20日，北京国安在主场以9:1的悬殊比分击败老对手上海申花。沈祥福上任后，为解决球员青黄不接的窘境，国安俱乐部收购北京威克瑞足球俱乐部，而且在1998赛季保持了第三的名次。
在此期间，北京国安曾经坐镇工人体育场，先后击败了意大利AC米兰、英格兰阿森纳、巴西弗拉门戈和格雷米奥，也一度赢得了“工体不败”的美名。

### 1999年至2006年
这一阶段，国安依靠从威克瑞收购的梯队逐渐实现了新老交替，其中徐云龙、杨璞和邵佳一随国家队征战了2002年世界杯预选赛以及正赛阶段的比赛。球队于2000年及2001年两度获得足协杯亚军；在联赛中，除去2002赛季的季军以外，球队成绩一直在第六到第八名徘徊。
2003年，北京现代汽车有限公司买下了球队三年的冠名权。然而球队成绩在此期间出现大幅波动。2003赛季中，球队一度通过艰难的保级之旅才最终换取了参加新创立的中国足球超级联赛的资格；但是联赛中的惨淡却让国安在该赛季足协杯及超霸杯中奋起夺冠。中超首个赛季，北京国安却因主裁判周伟新的误判遭遇了“罢赛”风波，这也一度使俱乐部走到了退出中国足坛的边缘。不过国安最终选择了妥协。2005赛季，球队在请回沈祥福之后，球队的成绩也稳步提升。该赛季，来自塞尔维亚的射手耶利奇荣膺中国足球先生和中超联赛金靴奖。2006赛季，国安将主场迁至丰台体育中心体育场，球队也重回中超三甲行列。

### 2007年至2010年
2007年，韩国“铁帅”李章洙走马上任，国安在经历了上半程的不稳定表现之后，在下半程奋起直追进入争冠行列。但是国安在10月4日主场迎战争冠最大对手长春亚泰时0:1败北，最终获得当季亚军。随后的赛季国安获得联赛第三名，亚冠联赛却未能从小组突围。2009年，国安获得了来自市政府的资金支持，球队喊出了“联赛夺冠”的口号，而且将主场迁回了工人体育场。最终在经历了发挥不稳以及主帅更迭等不利情况下，国安还是获得了当季中超联赛冠军，同时也是俱乐部成立16年来首个联赛冠军。夺冠当晚，球迷在工人体育场周边举行庆祝活动，这也是奥运申办成功、国足世界杯出线后，北京又一次规模较大的庆祝活动。不过在亚冠联赛中，国安依旧未能从小组赛出线。2010赛季，北京国安首次从亚冠联赛小组赛出线，但是八分之一决赛客场不敌水原蓝翼，止步十六强。在联赛中国安表现不如人意，最终仅仅名列第五，失去了连续第四年参加亚冠的可能，洪元硕也在联赛剩下七轮的时候交出了帅印。

### 2011年至2015年
随着广州恒大的崛起，北京国安的经营理念与球队战绩均在这几年受到了较大冲击；但即便如此，国安仍然顶住压力，分别在哈伊梅·帕切科、亚历山大·斯塔诺耶维奇以及格雷戈里奥·曼萨诺的带领下保持联赛前四的排名，也曾经两次从亚冠联赛小组赛突围。在此期间，国安队主力球员黄博文、杨昊、徐亮、王长庆、王晓龙、于洋以及张思鹏先后离队；球队则先后引进了张呈栋、格隆、卡努特、赵和靖、河大成、宋博轩、李运秋、巴塔拉、陈志钊、德扬、费祖拉乌、于大宝等内外援。然而，由于保守的经营理念，国安始终在实力上无法与恒大抗衡，“多年无冠”以及高层富有争议性的言论也遭到了球迷和媒体的诟病。2015赛季结束后，老将邵佳一宣布挂靴，球队也不再与外援德扬、马季奇续约。

### 2016年至2019年
2016赛季初，北京国安宣布与乐视网达成战略合作协议，以“北京国安乐视”的队名出战中超联赛与足协杯，但该合作在赛季中期即告破裂。意大利老帅阿尔贝托·扎切罗尼成为主教练，但由于战绩不佳被解职，谢峰暂时担任主教练，最终联赛中排名第五。2016年12月30日，北京国安在马云未能入主的情况下，迅速敲定了与中赫集团的合作，中赫置地成为了国安俱乐部新的控股股东。接下来的2017赛季国安的表现不尽如人意，虽然赛季中期德国教练罗格·施密特接手后球队略有起色，但最终仍排名联赛第九，创下了球队在中超联赛的最低排名。
2018赛季，北京国安在施密特的指导下表现出色，取得了17轮不败的战绩，并成为半程冠军。然而，在后期比赛中球队逐渐滑落，最终排名第四。在足协杯中，中赫国安击败上海上港和山东鲁能泰山，夺得了冠军。2019赛季，中赫国安引进了两名归化球员侯永永、李可以及留洋回归的张玉宁。球队在该赛季开局取得10连胜，创下了球队联赛最佳开局以及连胜记录。但球队下半赛程战绩欠佳，最终位列广州恒大之后，获得亚军。

### 2020年至今
由于新冠疫情及其管控措施的影响，自2020年起，北京国安连续三年无法在北京作赛。2020赛季，球队在亚冠联赛中进军八强。但随着中国房地产行业泡沫不断破裂，行业趋势不断下行，股东中赫置地的财务状况也不断恶化，国安俱乐部的投入不断减少，战绩也趋于平庸。
根据2020年12月14日中国足协发布的《关于各级职业联赛实行俱乐部名称非企业化变更的通知》，中国大陆所有职业足球俱乐部名称一律中性化。由于名称历史悠久，北京国安曾试图在股权不作变更的前提下去掉俱乐部全称中的“中赫”二字，仅保留“国安”字样，不过俱乐部的申请最终被足协驳回。此事件甚至引发了球迷抗议，北京國安的球迷組織“御林軍”由于反對球队改名，出資買下巴士廣告，寫有“我們要與國安一起戰鬥”等的標語，表達希望球隊堅持使用原名的訴求。为此，北京国安递交了延期申请，俱乐部第一大股东中赫集团有意通过收购中国中信集团所持有的俱乐部36%股份来维持原名称。2021年3月25日，俱樂部官方宣布正式更名為北京國安；是年6月，中赫集团下属中赫置地完成了对俱乐部股份的收购，成为俱乐部的唯一股东。
随着新冠疫情管制措施的解除，2023赛季，北京国安将主场迁回至重新翻建的工人体育场。该赛季，国安最终获得联赛第六名，但却成为了中国乃至亚洲上座人数第一位的足球场。

## 历史战绩
- 最后更新：2024年11月2日

| 賽季 | 聯賽     | 聯賽 | 聯賽 | 聯賽 | 聯賽 | 聯賽 | 聯賽 | 聯賽   | 聯賽  | 足协杯   | 聯賽盃 | 超级杯 | 亚洲赛事          | 最佳射手                        | 最佳射手 |
| 賽季 | 聯賽組別 | 賽   | 勝   | 平   | 負   | 进球 | 失球 | 得分   | 名次  | 足协杯   | 聯賽盃 | 超级杯 | 亚洲赛事          | 名字                            | 进球数   |
| ---- | -------- | ---- | ---- | ---- | ---- | ---- | ---- | ------ | ----- | -------- | ------ | ------ | ----------------- | ------------------------------- | -------- |
| 1994 | 甲A      | 22   | 7    | 8    | 7    | 42   | 34   | 22     | 第8名 | 未举办   | 未举办 | 未举办 | 未参加            | 谢峰                            | 11       |
| 1995 | 甲A      | 22   | 12   | 6    | 4    | 36   | 20   | 42     | 亚军  | 四强     | 未举办 | 未举办 | 未参加            | 高洪波                          | 11       |
| 1996 | 甲A      | 22   | 9    | 6    | 7    | 30   | 25   | 33     | 殿军  | 冠军     | 未举办 | 亚军   | 未参加            | 谢峰                            | 8        |
| 1997 | 甲A      | 22   | 8    | 10   | 4    | 34   | 20   | 34     | 季军  | 冠军     | 未举办 | 冠军   | 亚优杯 – 季军     | 安德雷斯                        | 22       |
| 1998 | 甲A      | 26   | 10   | 13   | 3    | 32   | 19   | 43     | 季军  | 八强     | 未举办 | 未参加 | 亚优杯 – 十六强   | 安德雷斯                        | 12       |
| 1999 | 甲A      | 26   | 9    | 9    | 8    | 38   | 25   | 36     | 第6名 | 八强     | 未举办 | 未参加 | 未参加            | 卡西亚诺·德瓦尔                 | 9        |
| 2000 | 甲A      | 26   | 9    | 8    | 9    | 38   | 32   | 35     | 第6名 | 亚军     | 未举办 | 未参加 | 未参加            | 王涛                            | 17       |
| 2001 | 甲A      | 26   | 9    | 6    | 11   | 30   | 33   | 33     | 第8名 | 亚军     | 未举办 | 未参加 | 未参加            | 王涛                            | 11       |
| 2002 | 甲A      | 28   | 15   | 7    | 6    | 49   | 29   | 52     | 季军  | 十六强   | 未举办 | 未参加 | 未参加            | 卡西亚诺·德瓦尔                 | 11       |
| 2003 | 甲A      | 28   | 9    | 9    | 10   | 34   | 26   | 39     | 第9名 | 冠军     | 未举办 | 冠军   | 未参加            | 安德烈·里奥内尔                 | 12       |
| 2004 | 中超     | 22   | 8    | 7    | 7    | 35   | 33   | 28     | 第7名 | 十六强   | 第一轮 | 未参加 | 未参加            | 布兰科·耶利奇                   | 13       |
| 2005 | 中超     | 26   | 12   | 4    | 10   | 46   | 32   | 40     | 第6名 | 四强     | 八强   | 未参加 | 未参加            | 布兰科·耶利奇                   | 27       |
| 2006 | 中超     | 28   | 13   | 10   | 5    | 27   | 16   | 49     | 季军  | 十六强   | 未举办 | 未参加 | 未参加            | 陶伟 高大卫                     | 5        |
| 2007 | 中超     | 28   | 15   | 9    | 4    | 45   | 19   | 54     | 亚军  | 未举办   | 未举办 | 未举办 | 未参加            | 提亚哥                          | 10       |
| 2008 | 中超     | 30   | 16   | 10   | 4    | 44   | 27   | 58     | 季軍  | 未举办   | 未举办 | 未举办 | 亚冠 - 小组未出线 | 堤亚哥                          | 10       |
| 2009 | 中超     | 30   | 13   | 12   | 5    | 48   | 28   | 51     | 冠军  | 未举办   | 未举办 | 未举办 | 亚冠 - 小组未出线 | 瑞恩·格里菲斯                   | 10       |
| 2010 | 中超     | 30   | 12   | 10   | 8    | 35   | 29   | 46     | 第5名 | 未举办   | 未举办 | 未举办 | 亚冠 - 十六强     | 乔尔·格里菲斯                   | 12       |
| 2011 | 中超     | 30   | 14   | 11   | 5    | 49   | 21   | 53     | 亚军  | 四强     | 未举办 | 未参加 | 未参加            | 乔尔·格里菲斯                   | 13       |
| 2012 | 中超     | 30   | 14   | 6    | 10   | 34   | 35   | 48     | 季军  | 八强     | 未举办 | 未参加 | 亚冠 - 小组未出线 | 徐亮                            | 9        |
| 2013 | 中超     | 30   | 14   | 9    | 7    | 54   | 31   | 51     | 季军  | 四强     | 未举办 | 未参加 | 亚冠 - 十六强     | 约弗里·格隆                     | 15       |
| 2014 | 中超     | 30   | 21   | 4    | 5    | 50   | 25   | 67     | 亚军  | 八强     | 未举办 | 未参加 | 亚冠 - 小组未出线 | 德扬·达米亚诺维奇               | 11       |
| 2015 | 中超     | 30   | 16   | 8    | 6    | 46   | 26   | 56     | 殿军  | 十六强   | 未举办 | 未参加 | 亚冠 - 十六强     | 德扬·达米亚诺维奇               | 19       |
| 2016 | 中超     | 30   | 11   | 10   | 9    | 34   | 26   | 43     | 第5名 | 八强     | 未举办 | 未参加 | 未参加            | 布拉克·耶勒马兹                 | 11       |
| 2017 | 中超     | 30   | 11   | 7    | 12   | 42   | 42   | 40     | 第9名 | 十六强   | 未举办 | 未参加 | 未参加            | 约拿坦·索里亚诺                 | 19       |
| 2018 | 中超     | 30   | 15   | 8    | 7    | 64   | 45   | 53     | 殿军  | 冠军     | 未举办 | 未参加 | 未参加            | 塞德里克·巴坎布                 | 23       |
| 2019 | 中超     | 30   | 23   | 1    | 6    | 60   | 26   | 70     | 亚军  | 八强     | 未举办 | 亚军   | 亚冠 - 小组未出线 | 雷纳托·奥古斯托 塞德里克·巴坎布 | 16       |
| 2020 | 中超     | 20   | 10   | 7    | 3    | 44   | 27   | 不適用 | 季军  | 八强     | 未举办 | 未参加 | 亚冠 - 8强        | 塞德里克·巴坎布                 | 14       |
| 2021 | 中超     | 22   | 9    | 6    | 7    | 26   | 28   | 32     | 第5名 | 三十二强 | 未举办 | 未参加 | 亚冠 - 小组未出线 | 张玉宁                          | 10       |
| 2022 | 中超     | 34   | 17   | 7    | 10   | 57   | 49   | 58     | 第7名 | 三十二强 | 未举办 | 未参加 | 未参加            | 张玉宁                          | 19       |
| 2023 | 中超     | 30   | 14   | 9    | 7    | 53   | 35   | 51     | 第6名 | 八强     | 未举办 | 未参加 | 未参加            | 法比奥·阿布雷乌                 | 12       |
| 2024 | 中超     | 30   | 16   | 8    | 6    | 65   | 35   | 56     | 第4名 | 八强     | 未举办 | 未参加 | 未参加            | 法比奥·阿布雷乌                 | 15       |

- 1994年联赛为2-1-0记分系统，1995年开始为3-1-0记分系统。2004年因客场与沈阳金德的比赛中提前退场被中国足协处以倒扣3个积分的处罚。

## 俱乐部文化

### 主场
从1994年至今，北京国安队先后使用过北京先农坛体育场（1994年－1995年）、丰台体育中心体育场（2006年－2008年）、日照国际足球中心（2022年）和北京工人体育场（1996年－2005年、2009年－2019年、2023年－）作为主比赛场。
|  |  |  |  |

随着2008年北京奥运会的结束，2009赛季，北京国安的主场再次发生变化。原本俱乐部拟将主场迁到奥运会主会场“鸟巢”，但是考虑运营成本等相关因素，最终将此方案暂时搁置。尽管在08赛季结束前，大多数北京球迷和一部分球员就表达了希望俱乐部能够于赛季结束后重回位于市中心的工体的愿望，但是直到2009年1月5日，国安俱乐部才正式发表声明，宣布球队主场09赛季将回迁工人体育场，同时还在声明中强调了工体在北京足球文化中的重要地位。
2020、2021、2022年中國足球聯賽系統因疫情采取賽會製，2022年中超聯賽第11輪起恢復主客場製，該賽季第14輪起北京國安足球俱樂部的主場異地遷至日照國際足球中心。
2021年，北京工人体育场迎来改造复建，增装屋顶罩棚，扩建看台，新建商业区域和外围配套设施。新工体于两年后改造完成并亮相，成为全国首批、北京首座国际标准专业足球场。

### 队徽
北京国安俱乐部使用过三个版本的队徽，第一版队徽于1992年俱乐部成立时开始使用，直到2002年止，其主体是中信集团的标志，附之以“北京国安足球俱乐部”的英语译文，颜色为红黄两色。由于这个队徽结构单调，色彩单一，而且过于强调“中信”的地位，同时缺乏作为足球俱乐部队徽所应有的若干要素，所以尽管使用了将近十年，国安俱乐部还是决定予以更换。
2002年9月11日，北京国安足球俱乐部发布了第二版队徽。盾形的外观象征团队协作；英文“GUOAN”使队徽更容易识别和记忆，而且与国际接轨；队徽中间的足球既是英文字母“O”，又代表足球俱乐部及相关产业；对中信公司标识的沿用则反映了俱乐部的背景；飘带的颜色选择了代表高贵和成就的黄色，而绿色则是国安俱乐部的主色调。
因应俱乐部名称中性化以及中信集团不再持有北京国安股份，2021年10月，俱乐部面向社会举行新队徽投票评选活动。最终，三套候选方案中的2号方案脱颖而出，并在略加修改后成为正式获选方案，将于2022赛季正式启用。新标志仍然为绿黄两色，整体构图与上一代队徽相似，但将中间的中信集团标志换成了融入“北京”二字特征的狮面。

### 吉祥物
北京国安的吉祥物是一头脚踏足球的卡通狮子，名为“京狮”，来自于“京师”的谐音。其表情自信、身躯矫健，国安俱乐部认为这个形象具有一定的亲和力；伸出的大拇指表达了国安俱乐部对广大球迷的感谢，又暗含了“永远争第一”的国安精神。

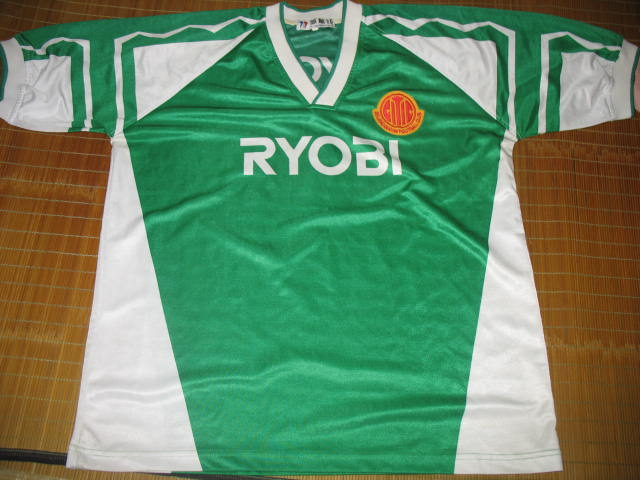
1995、1996年的国安队服（新航线仿）

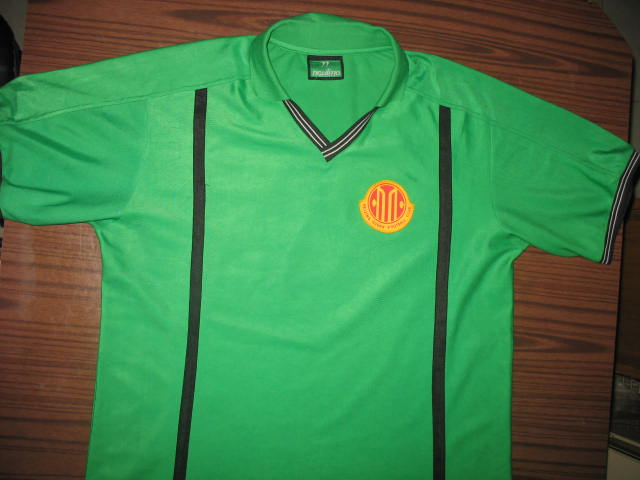
2002、2003年的国安队服（新航线仿）

### 队服及标志色
北京国安的标志色为绿色，这一颜色最早在1995年被确定。在此之前，北京国安及原北京足球队的队服标志色为主场白色，客场红色。
2006年，由于北京国安和西班牙皇家马德里的合作，也有消息说北京国安主场球衣将更换为皇家马德里的白色。但是以上行为遭到北京球迷的强烈抵制，有人在网上发动签名，有人到俱乐部所在地递交请愿信。最终国安在该赛季主场穿绿客场穿白。不过，自1995年以来，国安的客场球衣均应是白色，只是由于中国联赛中，极少有球队采用绿色作为主场球衣颜色，这就使得国安可以顺利地在主客场均身着绿色的主场球衣出赛。直到近些年，中超球队杭州绿城采用了绿色的主队队服，国安才在联赛做客杭州的赛事中按惯例启用白色客场队服。
球队目前的训练及比赛用服的供应商为耐克；原则上，每一到两年更换一次球衣款式。

### 队歌
北京国安队队歌《国安永远争第一》是中国足球史上第一首正式的俱乐部队歌
，同时也是所有中国职业俱乐部队歌当中流传最久的一首，创作于中国职业联赛第二年（1995年）。中途俱乐部曾经试图更换队歌（汪峰：《英雄》），但受到了来自球迷的强大阻力最终没有实施。长久以来，有着深厚底蕴的北京国安队队歌已经成为其主场比赛的一个组成部分，同时也是国安足球文化的成分之一。

## 球迷文化

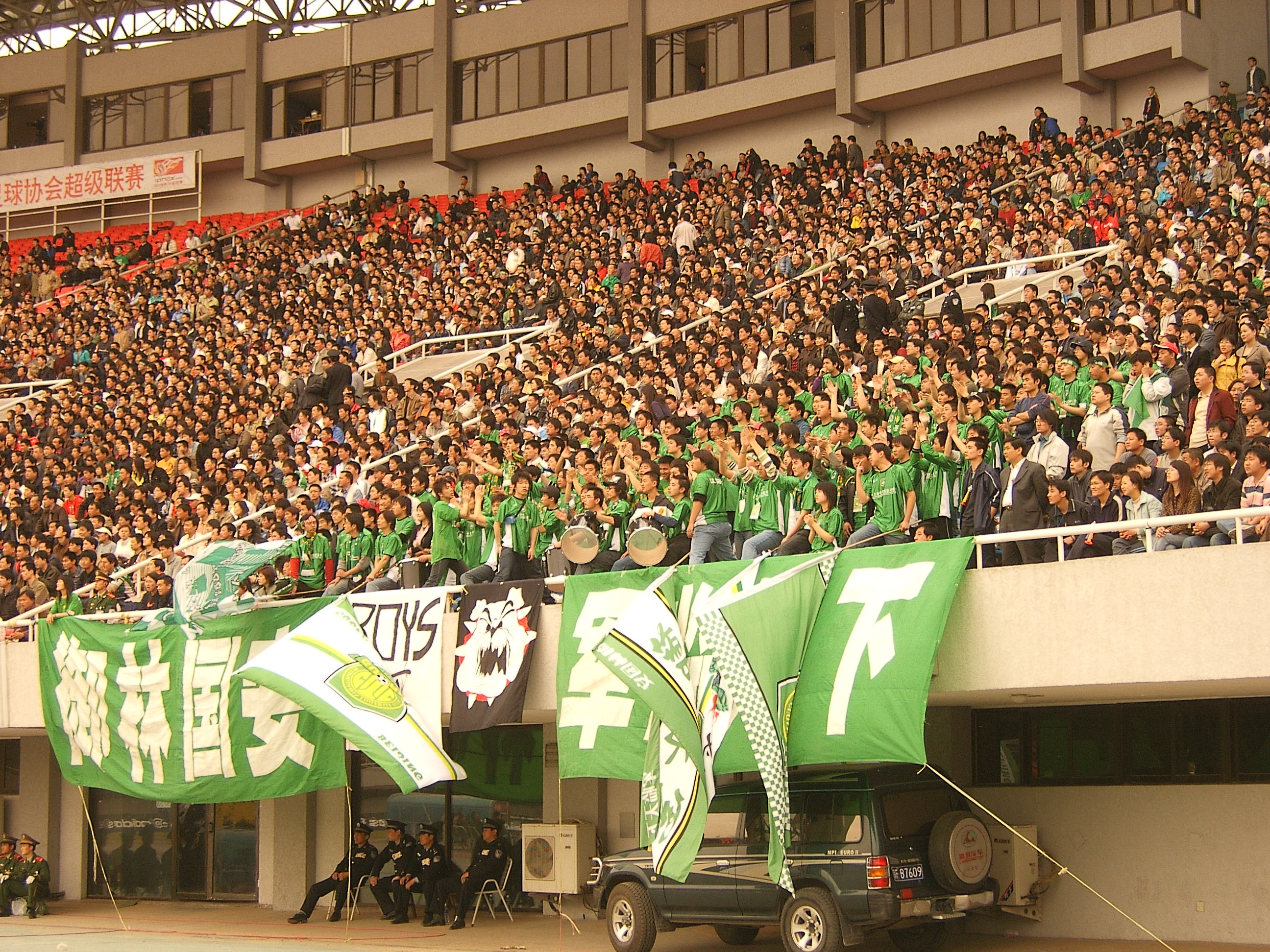
2006年在丰体13台的御林军球迷助威团

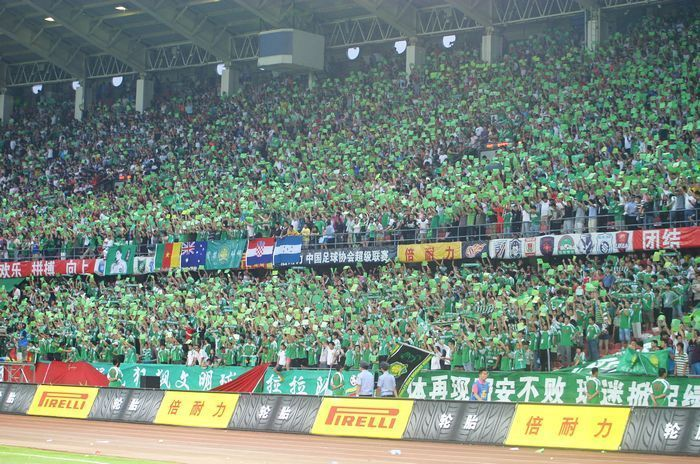
2009年工体绿色狂飙球迷啦啦队

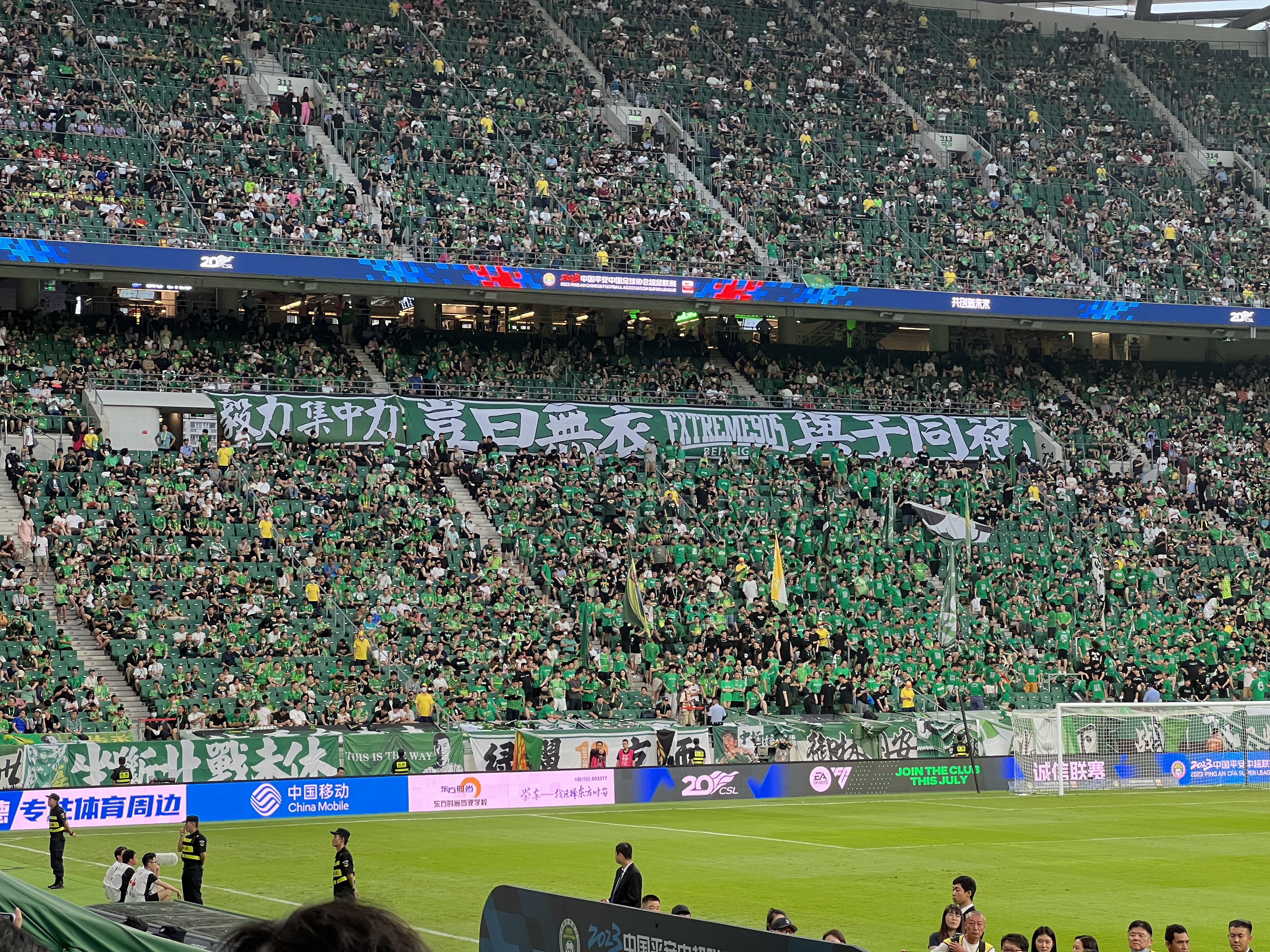
2023年工体北看台御林军球迷团

### 退役号码
北京国安俱乐部于2016年1月12日决定将俱乐部12号球衣退役，永久留给球迷，作为俱乐部长期以来对球迷支持的感谢。

### 主要球迷团体

#### 绿色狂飙
由北京市团委和北京球迷协会共同组织，是北京国安俱乐部的官方球迷协会。该团体于2002年正式组建，其前身是1995年组建的北京国安足球俱乐部球迷部，2004年北京市球迷协会成立后成为独立球迷组织。

#### 御林军
北京御林军球迷助威团是一部分北京球迷自发组建的民间球迷组织，于2005年9月11日从绿色狂飙脱离并正式成立。协会名称来源于北京国安队的昵称：御林军。自2007年进驻丰体北看台之后，开始向ULTRAS球迷团体方向发展，以全场90分钟不间断口号及歌声作为助威方式。2009年国安重回工体后，该团体进驻工体北侧24下看台。

### “京骂”争议
“京罵”是中国足球赛场极具争议的陋习之一，由于其较为频繁的出现在工体的足球赛场，且北京国安作为中国首都地区的足球队，具有较强的影响力，从而这种陋习被称作“京骂”。国安球迷的这一行为也引发国内大部分球队球迷以“京骂”“回敬”国安，甚至出现过两支非北京球队的球迷为发泄情绪将国安当替罪羊而同场齐声辱骂国安的行为。

## 俱乐部荣誉
| 榮譽                  | 次數        | 年度                           |             |             |             |
| 本 土 联 賽           | 本 土 联 賽 | 本 土 联 賽                    | 本 土 联 賽 | 本 土 联 賽 | 本 土 联 賽 |
| --------------------- | ----------- | ------------------------------ | ----------- | ----------- | ----------- |
| 中国足球超级联赛 冠軍 | 1           | 2009年                         |             |             |             |
| 本 土 杯 賽           |             |                                |             |             |             |
| 中國足協杯 冠軍       | 4           | 1996年，1997年，2003年，2018年 |             |             |             |
| 中國超霸杯 冠軍       | 2           | 1997年，2003年                 |             |             |             |

## 俱乐部人员

### 董事、监事及高管名单
更新日期：2025年7月14日
| 国籍 | 姓名   | 职位                   | 出生年份 | 备注                                  |
| ---- | ------ | ---------------------- | -------- | ------------------------------------- |
| 中国 | 周金辉 | 董事长                 | 1974年   | 中赫集团董事长兼总裁                  |
| 中国 | 李明   | 法定代表人 董事 总经理 | 1971年   | 前大连阿尔滨总经理 前中国国青队主教练 |
| 中国 | 吴宁   | 董事                   | --       | 中赫集团副总裁                        |
| 中国 | 傅俊蕾 | 监事                   | --       | --                                    |
| 中国 | 李平   | 财务负责人             | --       | --                                    |
| 中国 | 张四化 | 副总经理 行政总监      | 1979年   | 前北京国安总经理助理                  |
| 中国 | 张智君 | 副总经理               | 1972年   | 前朝来世纪房地产总经理                |
| 中国 | 高潮   | 商务顾问               | 1956年   | 前北京国安总经理                      |

资料来源：国家企业信用信息公示系统

### 教练及职员名单
更新日期：2025年8月14日
| 國籍   | 姓名                 | 职位           | 出生日期       | 加盟年份 |
| ------ | -------------------- | -------------- | -------------- | -------- |
| 西班牙 | 基克·施迪安          | 主教练         | 1958年9月27日  | 2024     |
| 西班牙 | 拉米罗·阿马雷利      | 助理教练       | 1977年12月17日 | 2024     |
| 西班牙 | 弗兰·索托            | 体能教练       | 1974年1月15日  | 2024     |
| 西班牙 | 海梅·帕兹            | 视频分析师     | 1981年4月13日  | 2024     |
| 西班牙 | 迭戈·奥利亚·古铁雷兹 | 守门员教练     | 1987年2月11日  | 2024     |
| 中国   | 隋东亮               | 领队、助理教练 | 1977年9月24日  | 2022     |
| 中国   | 陶伟                 | 助理教练       | 1978年3月11日  | 2016     |
| 中国   | 甄开鑫               | 体能教练       | N/A            | N/A      |
| 荷兰   | 理查德·格罗茨霍尔滕  | 青训总监       | 1964年10月31日 | 2025     |
| 中国   | 康玉明               | 队务           | 1967年7月3日   | 1994     |
| 中国   | 纪程                 | 队务           | N/A            | N/A      |
| 中国   | 王凯                 | 队医           | 1977年7月1日   | N/A      |
| 中国   | 张志国               | 队医           | N/A            | N/A      |
| 中国   | 蒋晓军               | 翻译           | 1970年3月30日  | 2000     |
| 中国   | 付豪                 | 翻译           | 1986年2月23日  | 2011     |

### 现役球员
更新日期：2025年7月22日
| 編號   | 國籍            | 球員名字                 | 位置   | 出生日期       | 加盟年份 | 前屬球會       | 出生地           | 备注       |
| 守门员 | 守门员          | 守门员                   | 守门员 | 守门员         | 守门员   | 守门员         | 守门员           | 守门员     |
| ------ | --------------- | ------------------------ | ------ | -------------- | -------- | -------------- | ---------------- | ---------- |
| 1      | 中国            | 韩佳奇                   | 守门员 | 1999年7月3日   | 2023     | 广州城         | 北京             |            |
| 25     | 中国            | 郑图罗                   | 守门员 | 1999年3月3日   | 2024     | 里奥哈竞技     | 佛朗哥总统城     | 恢复国籍   |
| 33     | 中国            | 努尔艾力·阿巴斯          | 守门员 | 2004年9月26日  | 2023     | 湖北青年星     | 吐鲁番           | 非本队U-21 |
| 34     | 中国            | 侯森                     | 守门员 | 1989年6月30日  | 2007     | 国安二队       | 北京             |            |
| 39     | 中国            | 张健智                   | 守门员 | 2000年1月28日  | 2025     | 南京城市       | 沈阳             |            |
| 71     | 中国            | 卢彤鋆                   | 守门员 | 2008年3月30日  | 2025     | 国安二队       | 保定             | 青训U21    |
| 后 卫  |                 |                          |        |                |          |                |                  |            |
| 2      | 中国            | 吴少聪                   | 后卫   | 2000年3月20日  | 2025     | 巴萨克赛尔     | 郑州             |            |
| 3      | 中国            | 何宇鹏                   | 后卫   | 1999年12月5日  | 2024     | 大连人         | 鞍山             |            |
| 4      | 中国            | 李磊                     | 边后卫 | 1992年5月30日  | 2023     | 草蜢           | 青岛             |            |
| 5      | 喀麦隆          | 迈克尔·恩加德乌-恩加德久 | 中后卫 | 1990年11月23日 | 2023     | 根特           | 巴方             |            |
| 15     | 塞尔维亚        | 烏羅什·斯帕伊奇          | 后卫   | 1993年2月13日  | 2025     | 贝尔格莱德红星 | 贝尔格莱德       |            |
| 16     | 中国            | 冯博轩                   | 边后卫 | 1997年3月18日  | 2023     | 河南嵩山龙门   | 武汉             |            |
| 26     | 中国            | 柏杨                     | 后卫   | 1998年3月6日   | 2021     | 长春亚泰       | 淄博             |            |
| 27     | 中国            | 王刚                     | 边后卫 | 1989年2月17日  | 2019     | 北京人和       | 天津             |            |
| 30     | 中国            | 范双杰                   | 后卫   | 2005年8月25日  | 2024     | 国安二队       | 徐州             | 青训U21    |
| 35     | 中国            | 江文豪                   | 后卫   | 2000年1月16日  | 2021     | 国安二队       | 景德镇           |            |
| 44     | 中国            | 李尚涵                   | 后卫   | 2006年6月15日  | 2025     | 国安二队       | 北京             | 青训U21    |
| 中 場  |                 |                          |        |                |          |                |                  |            |
| 6      | 中国            | 池忠国                   | 中场   | 1989年10月26日 | 2018     | 延边富德       | 延吉             |            |
| 7      | 中国            | 塞尔吉尼奥               | 中场   | 1995年3月15日  | 2025     | 长春亚泰       | 蒙蒂阿普拉齐韦尔 | 归化       |
| 8      | 葡萄牙          | 贡萨洛·“古加”            | 中前卫 | 1997年7月18日  | 2024     | 阿维河         | 法鲁             |            |
| 10     | 中国            | 张稀哲                   | 前腰   | 1991年1月23日  | 2015     | 沃尔夫斯堡     | 武汉             |            |
| 19     | 中国            | 乃比江·莫合买提          | 中场   | 2001年7月10日  | 2022     | 国安二队       | 吐鲁番           |            |
| 21     | 中国            | 张源                     | 中场   | 1997年1月28日  | 2023     | 深圳           | 商丘             |            |
| 23     | 巴西            | 达万·奥利维拉            | 中场   | 1996年6月3日   | 2025     | 大阪钢巴       | 阿拉卡茹         |            |
| 28     | 中国            | 李睿跃                   | 中场   | 2006年5月15日  | 2025     | 上海嘉定汇龙   | 遵义             | 非本队U-21 |
| 37     | 中国            | 曹永竞                   | 中场   | 1997年2月15日  | 2021     | 北京人和       | 重庆             |            |
| 63     | 中国            | 魏家傲                   | 中场   | 2005年10月2日  | 2025     | 国安二队       | 大同             | 青训U21    |
| 前 锋  |                 |                          |        |                |          |                |                  |            |
| 9      | 中国            | 张玉宁                   | 前锋   | 1997年1月5日   | 2019     | 西布罗姆维奇   | 温州             |            |
| 11     | 中国            | 林良铭                   | 前锋   | 1997年6月4日   | 2024     | 大连人         | 汕头             |            |
| 17     | 中国            | 杨立瑜                   | 前锋   | 1997年2月13日  | 2023     | 广州           | 重庆             |            |
| 18     | 中国            | 方昊                     | 前锋   | 2000年1月3日   | 2023     | 山东泰山       | 镇江             |            |
| 20     | 中国            | 王子铭                   | 前锋   | 1996年8月5日   | 2018     | 青岛中能       | 青岛             |            |
| 29     | 安哥拉 · 葡萄牙 | 法比奥·阿布雷乌          | 前锋   | 1993年1月29日  | 2023     | 豪尔费坎       | 里斯本           |            |
| 41     | 中国            | 王子皓                   | 前锋   | 2006年9月26日  | 2025     | 国安二队       | 威海             | 青训U21    |
| 43     | 中国            | 王宇翔                   | 前锋   | 2005年4月9日   | 2025     | 国安二队       | 徐州             | 青训U21    |

### 预备队（U-21）成员

#### 教练组
更新日期：2025年4月11日
| 國籍 | 姓名   | 职位       | 出生日期      |
| ---- | ------ | ---------- | ------------- |
| 中国 | 乐倍思 | 主教练     | 1981年10月1日 |
| 中国 | 王琦文 | 领队       | N/A           |
| 中国 | 郝海智 | 助理教练   | N/A           |
| 中国 | 何睿   | 体能教练   | N/A           |
| 中国 | 刘昆   | 守门员教练 | N/A           |
| 中国 | 杨璞   | 新闻官     | 1978年3月30日 |
| 中国 | 王一龙 | 队医       | N/A           |

#### 球员
更新日期：2025年7月22日
| 号码 | 國籍 | 姓名   | 位置   | 出生日期       | 备注 |
| ---- | ---- | ------ | ------ | -------------- | ---- |
| 40   | 中国 | 解锦添 | 守门员 | 2006年3月28日  | 低龄 |
| 42   | 中国 | 戴金宇 | 后卫   | 2005年10月29日 |      |
| 45   | 中国 | 姚博卿 | 守门员 | 2004年1月15日  |      |
| 61   | 中国 | 张昊   | 中场   | 2006年7月27日  | 低龄 |
| 66   | 中国 | 李瑞龙 | 前锋   | 2006年4月12日  | 低龄 |
| 76   | 中国 | 冯博   | 后卫   | 2005年5月4日   |      |
| 77   | 中国 | 杨泽祖 | 中场   | 2006年1月4日   | 低龄 |
| 79   | 中国 | 沈钦宇 | 中场   | 2007年7月7日   | 低龄 |
| 80   | 中国 | 刘科宏 | 中场   | 2007年5月20日  | 低龄 |
| 83   | 中国 | 侯京   | 前锋   | 2007年1月17日  | 低龄 |
| 84   | 中国 | 许科斯 | 中场   | 2005年10月8日  |      |
| 87   | 中国 | 王家骏 | 后卫   | 2006年3月18日  | 低龄 |
| 88   | 中国 | 栾家铭 | 守门员 | 2006年3月18日  | 低龄 |
| 91   | 中国 | 张腾   | 中场   | 2006年7月26日  | 低龄 |
| 94   | 中国 | 申展   | 前锋   | 2006年5月16日  | 低龄 |
| 96   | 中国 | 陈舒杭 | 后卫   | 2004年9月23日  |      |
| 97   | 中国 | 张京天 | 中场   | 2004年12月28日 |      |
| 98   | 中国 | 李泽生 | 前锋   | 2009年9月16日  | 低龄 |
| 99   | 中国 | 马龙健 | 后卫   | 2005年2月18日  |      |

注：未包含已在一线队注册的球员。

### 外借球员
更新日期：2025年2月20日
| 編號 | 國籍 | 球員名字 | 位置 | 出生日期      | 加盟年份 | 前屬球會   | 出生地 | 租借至     |
| ---- | ---- | -------- | ---- | ------------- | -------- | ---------- | ------ | ---------- |
| 40   | 中国 | 张一轩   | 后卫 | 2004年8月18日 | 2024     | 石家庄功夫 | 钟祥   | 青岛红狮   |
| 43   | 中国 | 郝昱丞   | 前锋 | 2004年1月29日 | 2024     | 国安二队   | 北京   | 青岛红狮   |
| --   | 中国 | 史堉铖   | 中场 | 2001年5月9日  | 2023     | 国安二队   | 北京   | 深圳青年人 |

### 著名球员
| - 魏克兴（1994-1997） - 高00峰（1994-1996） - 高洪波（1995-1996） - 曹限东（1994-1997） - 谢00峰（1994-1997） - 杨00晨（1994-1998） - 邓乐军（1994-1997） - 南00方（1995-2004） - 胡建平（1994-1999） - 符00宾（1995-1997） - 谢朝阳（1994-2003） - 韩00旭（1994-2004） - 周00宁（1994-2004） - 冈波斯（1997-1998） - 安德雷斯（1997-1998） - 卡西亚诺（1997-1999, 2002-2003） - 李红军（1997-2000） - 大王涛（1996-1999） - 李00毅（1999） | - 邵佳一（1999-2003, 2012-2015） - 小王涛（2000-2002） - 巴00辛（2002年） - 姚00建（1997-2004） - 耶利奇（2004-2005） - 杨00璞（1998-2009） - 徐云龙（1998-2016） - 陶00伟（1998-2010） - 高雷雷（1998-2006） - 隋东亮（2004-2009） - 科内塞（2003-2004，2006） - 周00挺（2006-2016） - 郎00征（2006-2017） - 提亚戈（2007-2008） - 小马丁内斯（2007-2008, 2010-2011） - 大马丁内斯（2009） - 杨00昊（2001-2010） - 黄博文（2004-2010） - 杨00智（2005-2019） | - 马季奇（2009-2015） - 张永海（2007-2013） - 乔尔·格里菲斯（2009-2011） - 徐00亮（2010-2012） - 卡努特（2012-2013） - 乌塔卡（2013-2014） - 张稀哲（2009-2014，2015-） - 张呈栋（2012-2016、2022-2024) - 河大成（2014-2015） - 德00扬（2014-2015） - 于大宝（2015-2024） - 雷纳托·奥古斯托（2016-2021） - 布拉克·耶勒马兹（2016-2017） - 张辛昕（2009-2018） - 莊拿芬·韋拉 (2018-2021） - 金玟哉（2019-2021） - 塞德里克·巴坎布 (2018-2021） - 张玉宁 (2019-) - 迈克尔·恩加德乌-恩加德久 (2023-) |

## 历任主教练
| 姓名          | 国籍                 | 开始任期 | 完结任期 | 联赛执教成绩 | 联赛执教成绩 | 联赛执教成绩 | 联赛执教成绩 | 联赛执教成绩 |
| 姓名          | 国籍                 | 开始任期 | 完结任期 | 场次         | 胜           | 平           | 负           | 胜率/%       |
| ------------- | -------------------- | -------- | -------- | ------------ | ------------ | ------------ | ------------ | ------------ |
| 唐鹏举        | 中国                 | 1994     | 1994     | 22           | 7            | 8            | 7            | 31.82        |
| 金志扬        | 中国                 | 1995     | 1997     | 66           | 29           | 22           | 15           | 43.94        |
| 沈祥福        | 中国                 | 1998     | 1999     | 52           | 19           | 22           | 11           | 36.54        |
| 乔利奇        | 南斯拉夫             | 2000     | 2000     | 3            | 0            | 0            | 3            | 0.00         |
| 魏克兴        | 中国                 | 2000     | 2001     | 49           | 18           | 14           | 17           | 36.73        |
| 彼德洛维奇    | 南斯拉夫             | 2002     | 2002     | 28           | 15           | 7            | 6            | 53.57        |
| 卡洛斯        | 巴西                 | 2003     | 2003     | 6            | 1            | 2            | 3            | 16.67        |
| 彼德洛维奇    | 塞爾維亞與蒙特內哥羅 | 2003     | 2003     | 10           | 1            | 3            | 6            | 10.00        |
| 杨祖武        | 中国                 | 2003     | 2004     | 34           | 15           | 11           | 8            | 44.12        |
| 沈祥福        | 中国                 | 2005     | 2006     | 54           | 25           | 14           | 15           | 46.29        |
| 李章洙        | 大韩民国             | 2006.12  | 2009.9   | 81           | 40           | 28           | 13           | 49.38        |
| 洪元硕        | 中国                 | 2009.9   | 2010.9   | 30           | 12           | 11           | 7            | 40.00        |
| 魏克兴        | 中国                 | 2010.9   | 2011.1   | 7            | 4            | 2            | 1            | 57.14        |
| 帕切科        | 葡萄牙               | 2011.1   | 2012.11  | 60           | 28           | 17           | 15           | 46.67        |
| 斯塔诺耶维奇  | 塞尔维亚             | 2012.11  | 2014.1   | 30           | 14           | 9            | 7            | 46.67        |
| 曼萨诺        | 西班牙               | 2014.2   | 2015.11  | 60           | 37           | 12           | 11           | 61.67        |
| 扎切罗尼      | 義大利               | 2016.1   | 2016.5   | 9            | 2            | 3            | 4            | 22.22        |
| 谢峰          | 中国                 | 2016.5   | 2016.11  | 21           | 9            | 7            | 5            | 42.86        |
| 何塞          | 西班牙               | 2016.11  | 2017.6   | 12           | 4            | 3            | 5            | 33.33        |
| 谢峰          | 中国                 | 2017.6   | 2017.7   | 3            | 1            | 1            | 1            | 33.33        |
| 施密特        | 德国                 | 2017.7   | 2019.7   | 65           | 37           | 11           | 17           | 56.92        |
| 热内西奥      | 法國                 | 2019.7   | 2021.1   | 30           | 17           | 8            | 5            | 56.67        |
| 比利奇        | 克罗地亚             | 2021.1   | 2022.1   | 22           | 9            | 6            | 7            | 40.91        |
| 谢峰          | 中国                 | 2022.1   | 2022.8   | 12           | 4            | 4            | 4            | 33.33        |
| 隋东亮        | 中国                 | 2022.8   | 2022.8   | 3            | 2            | 0            | 1            | 66.67        |
|               | 荷兰                 | 2022.8   | 2023.6   | 31           | 15           | 9            | 7            | 48.39        |
|  | 葡萄牙               | 2023.6   | 2024.12  | 54           | 30           | 11           | 13           | 55.5         |

## 俱乐部纪录
- 比赛相关记录
  - 最大比分胜绩：1997年7月20日，甲A联赛第10轮 北京工人体育场 北京国安9:1上海申花
  - 最大比分败绩：2021年6月29日，亚冠小组赛第2轮 塔什干火车头体育场 北京国安0:7川崎前锋
  - 连胜场次：9场，2019赛季第3-8轮[A]；2019赛季第27轮至2020赛季第一阶段第4轮[B]
  - 联赛连胜场次：10场，2019赛季第1-10轮
  - 连续不败场次：24场，2024赛季中超第25轮至2025赛季中超第16轮[C]
  - 联赛不败场次：25场，2024赛季第21轮至2025赛季第16轮[D]
  - 主场连续不败：29场，1996赛季第18轮至1999赛季第4轮
  - 联赛连续不胜：8场，2003赛季第10-17轮
  - 连败场次：3场，1999赛季第5-7轮；1999赛季第22-24轮；2000赛季第1-3轮；2005赛季第24-26轮；2011赛季第29轮至2012赛季第1轮；2012赛季第17-19轮；2017赛季第25-28轮[E]；2017赛季第29轮至2018赛季第1轮；2018赛季第22-24轮；2022赛季第10-12轮
- 球员层面记录
  - 联赛单赛季最多进球的球员：  耶利奇（21球，2005赛季）
  - 联赛最多进球的球员： 张稀哲（57球）
  - 全部赛事进球最多的球员： 张稀哲（67球）
  - 荣膺中国足球先生：  冈波斯（1997赛季）； 耶利奇（2005赛季）
  - 荣膺中国顶级联赛最佳射手： 耶利奇（2005赛季）； 巴坎布（2020赛季）
  - 荣膺中国足球协会年度最佳新人： 张稀哲（2012赛季）
  - 荣膺中国足球顶级联赛最佳教练： 曼萨诺（2014赛季）
  - 荣膺中国足协杯最佳球员： 张稀哲（2018赛季）
  - 荣膺中国金球奖： 张玉宁（2022赛季）
    - ^  注解A： 包括6场中超、2场亚冠以及1场足协杯。
    - ^  注解B： 包括8场中超和1场亚冠。
    - ^  注解C： 包括20场中超和2场足协杯。
    - ^  注解D： 2024赛季第24轮与天津津门虎的比赛被提前至第20轮之前作赛，不计入数据。
    - ^  注解E： 2017赛季第27轮与重庆当代力帆的比赛被推迟，不计入数据。
    - 全部记录更新至2025年6月30日。

## 主要对手
北京国安在竞技方面的对手全部集中在国内，主要是山东泰山与上海申花；近年来联赛成绩良好的上海海港也成为了北京国安的主要劲敌。这些对手当中，山东泰山同国安俱乐部关系良好，双方球员交流较为频繁，且在某些领域还有过积极的合作。但是对于上海申花，包括球队和几乎所有的北京球迷在内都认为该队是国安队在国内的最主要对手，两队竞争的内涵已经超越了体育竞技的范畴。由于地缘的关系，天津泰达也被一些北京媒体和球迷视作国安队的主要竞争对手。此外，辽足（冠名波导战斗/北京三元）、北京人和（原上海国际/陕西浐灞/贵州人和）都曾将主场放在北京，上演过中国职业足球顶级联赛京城德比。

### 山东泰山
北京国安与山东泰山双方对于冠军和联赛名次的竞争从甲A联赛的开始就成为了名局；宿茂臻的千里走单骑打破了工体不败的神话。进入到中超时代后，2006年，泰山主场1-0小胜国安，踩着老对手提前6轮捧得了中超冠军；双方也数次打出5球差距的大比分赛果；2018年中国足协杯决赛，经过两回合比赛的较量，最终国安凭借客场进球优势在济南夺取了当季足协杯冠军，也是京鲁大战历史上的一大经典对局。截至2025赛季第8轮，北京国安在与山东泰山在各项赛事中交手的80场比赛中，取得了20胜30平30负，进108球失123球的战绩，整体处于下风。

### 上海申花
北京国安同上海申花之间的竞争由来已久，历史上双方的交流非常有限，而且几乎没有进行过球员转会，直到2008赛季国安俱乐部成功引进王珂，这一惯例才终被打破。这种关系主要衍生自中国首都北京和中国内地第一大城市上海之间的城市竞争，从某种层次上讲，两队之间比赛的胜负往往会具有足球以外的意义，所以双方的每次交手都会成为舆论的焦点。1994年北京国安第一次在职业联赛中对阵上海申花，结果国安队在客场3:4输给了对手，待第二循环回到主场后，国安队以5:1取得了胜利，在甲A联赛的第一个赛季双方就在两场比赛中攻入13球，激烈程度可见一斑。两支球队最为引人注目的比赛发生在1997年7月20日，刚刚在上一轮联赛客场大比分落败的北京国安队在主场以9:1的比分战胜了对手。迄今为止，这场比赛仍然保持着数项中国足球顶级职业联赛的纪录。北京国安在1999赛季就在主场首次负于上海申花，也终结了主场逢沪不败的历史；而直到2007年中超联赛第一轮，国安才首次在联赛中以0:2客场取胜申花（当场比赛申花队主场为源深体育场）；在2014年中超联赛第18轮，国安首次在上海虹口足球场以0:3客场击败申花，终结了“申花虹口逢国安不败”的神话。截至2025赛季第17轮，在北京国安与上海申花的67场对决中，国安29胜16平22负稍占优势；净胜球方面，国安队以112球对82球占优。

### 天津泰达
由于北京市和天津市同属环渤海地区，所以北京国安与天津泰达的比赛，通常被两地媒体称为“京津德比”。在职业联赛初期，双方的比赛尽管争夺非常激烈，但是通常是北京国安取得最终的胜利。随着1999赛季金志扬接过泰达队教鞭，泰达队的实力开始稳步提升，双方的对抗趋于均衡。正是在1999年，泰达首次在联赛中击败国安；而2000年，泰达更是首次在工人体育场取胜。随着两队实力的日趋接近，在球场上两队球员间的暴力行为也时有发生。这也激化了球迷间的矛盾。由于北京市和天津市接壤，所以双方每次交手都会吸引一部分球迷追随球队征战客场的比赛，两地球迷时常发生摩擦；但这些恩怨随着天津港事故后北京市民向天津市民提供各种援助与祝福开始出现冰释的迹象。在2016赛季的比赛中，双方主场也在7年以来首次开放了客队看台。截至2025赛季第4轮，在北京国安与天津泰达的57场对决中，国安以25胜20平12负占据一定优势。

### 北京三元、北京人和
2002年至2003年，辽宁队曾短暂搬迁主场至北京，与北京国家奥林匹克体育中心签订了甲A联赛及足协杯杯赛主场租用合同，俱乐部宣布新冠名为“波导战斗队”，将“辽宁”二字隐去。然而北京球迷并不太认可双方的较量是京城德比。在北京征战一年后，2003赛季伊始，辽宁省内各界对辽宁队回归辽宁的呼声便一浪高过一浪，甚至令北京球迷也喊出“辽足回家”的口号。4月份，辽足被冠名为“北京三元”。此后，辽宁省政府和辽宁省体育局出面干预辽足回归一事。在试图与沈阳金德共用沈阳五里河体育场遭拒的情况下，辽宁队最终将主场迁出北京，回到辽宁抚顺，中国顶级足球联赛的京城德比在仅作赛三场之后告一段落。
北京人和（前身上海国际/陕西浐灞/贵州人和，2015赛季降级至中甲后迁入北京）于2017赛季结束后重返中超联赛。2018赛季，人和与中赫国安展开较量，这也标志着中超联赛首次出现真正意义上的京城德比。2018年3月31日，中超联赛首次京城德比在工体举行，是役中赫国安以4-0击败了来访的人和；不过回到丰体的人和在2018年8月18日双方当赛季第二回合的交锋中，以3-0击败中赫国安还以颜色。2019赛季，中赫国安分别在主客场以2-1与1-0的比分击败人和，同时人和也在该赛季降级，至此中超联赛中的京城德比暂时告一段落。2021年3月29日，已易名的北京橙丰未提交准入材料后退出中国足球联赛系统，其球员大部分被黑龙江冰城收购。

## 合作伙伴及赞助商
| 名称       | 性质                         |
| ---------- | ---------------------------- |
| 皇家马德里 | 友好俱乐部                   |
| 京东集团   | 球衣胸前广告（中超、足协杯） |
| 耐克       | 中超联赛运动装备供应商       |

## 脚注
1. ↑  其中涉及足协杯、中超联赛杯的比分均按120分钟结果计算，未计入点球大战的结果。
2. ↑   原定于2022年12月27日进行的2022赛季中超联赛第33轮北京国安对阵山东泰山的比赛，由于国安受队内新冠疫情影响而弃权，比分、胜负场次及得失球均以山东泰山3-0获胜计算。

## 链接
- 北京国安俱乐部官方网站（页面存档备份，存于）
- 北京国安足球俱乐部的新浪微博

| 成就                | 成就                        | 成就                |
| ------------------- | --------------------------- | ------------------- |
| 前任： 山东鲁能泰山 | 中国足球超级联赛冠军 2009年 | 繼任： 山东鲁能泰山 |